# Religie in Mexico

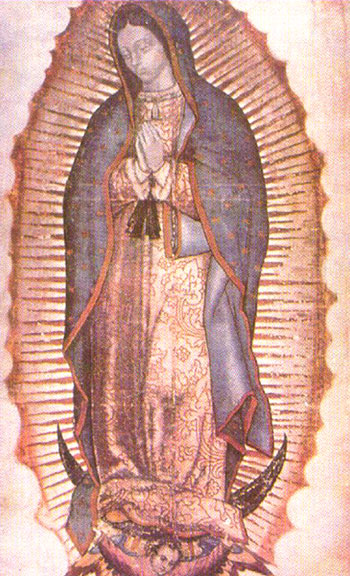
De Maagd van Guadalupe is de beschermheilige van Mexico

Mexico heeft geen officiële religie. Het overgrote merendeel van de bevolking (95,26%) is echter christelijk. 

## Katholieken
Het grootste deel hiervan, en 88% van de totale bevolking, is aanhanger van het rooms-katholicisme.
Bijna elke plaats in Mexico heeft wel haar eigen heilige, maar de bekendste en populairste heilige van Mexico is Onze-Lieve-Vrouw van Guadalupe. Deze zou in 1531 aan een Azteekse jongen genaamd Juan Diego zijn verschenen. De Basiliek van Guadalupe in Mexico-Stad is het op een na grootste christelijke bedevaartsoord ter wereld.
De katholieke religie is in Mexico doordrenkt van indiaanse kenmerken, en velen zien dit dan ook als oorzaak van de populariteit van heiligen in Mexico. De Dag van de Doden is een ander goed voorbeeld van de vermenging van het Katholicisme met voorchristelijke gebruiken.
Mexico is opgedeeld in veertien aartsbisdommen, te weten Acapulco, Antequera, Chihuahua, Durango, Guadalajara, Hermosillo, Jalapa, Mexico, Monterrey, Morelia, Puebla de los Ángeles, San Luis Potosí, Tlalnepantla en Yucatán. Deze zijn opgedeeld in 88 bisdommen. De Katholieke Kerk kent in Mexico 13.700 priesters en 36.000 leden van religieuze ordes.

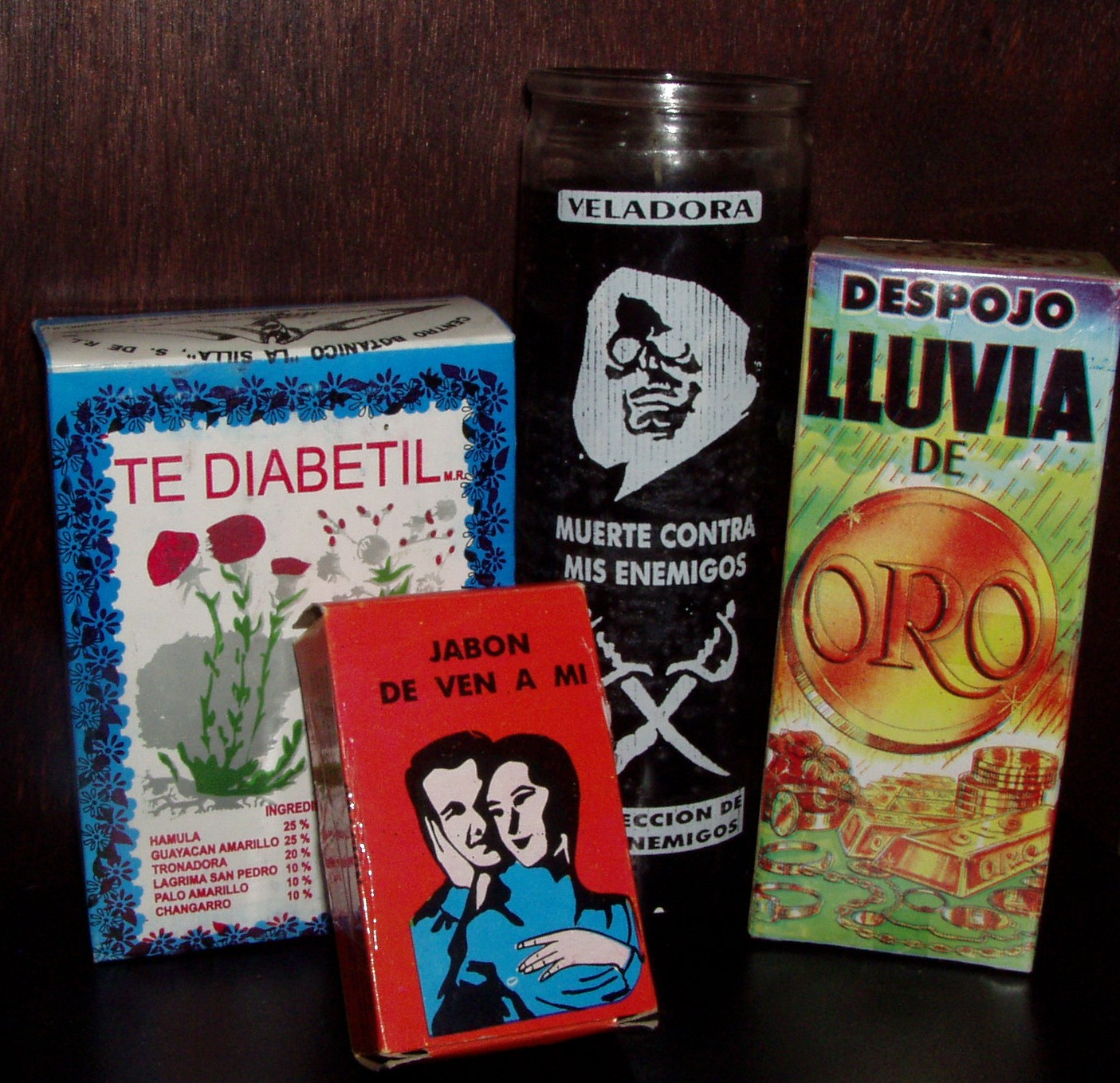
Traditionele geneesmiddelen en een kaars om vijanden af te weren

## Overige christenen
7% van de bevolking hangt verschillende protestantse denominaties aan, waarvan de pinkstergemeente het populairst is. De geschiedenis van het protestantisme in Mexico gaat terug tot de jaren zestig van de negentiende eeuw, toen de godsdienstvrijheid werd afgekondigd en de eerste Mexicanen zich (openlijk) tot het protestantisme bekeerden. Lange tijd werden protestanten als landverraders beschouwd, aangezien het protestantisme lange tijd werd geassocieerd met de Verenigde Staten, waaraan Mexico in 1848 een derde van haar grondgebied heeft verloren. Dergelijke opvattingen bestaan tegenwoordig nauwelijks meer. Het protestantisme heeft het meeste aanhang aan de grens met de Verenigde Staten en in het zuiden van Mexico. 
De Kerk van Jezus Christus van de Heiligen der Laatste Dagen (mormonen) geniet een groeiend aanhang in Mexico, voornamelijk in de steden aan de Amerikaanse grens. Tegenwoordig telt deze kerk ongeveer tweehonderdduizend leden. Gezien hun opvattingen over indianen (die volgens de mormonen hun huidskleur hebben gekregen als straf van God vanwege het doden van Jezus) zijn ze onder de rest van de bevolking niet bijzonder populair. Mexico kende verder 605.767 Jehova's getuigen in 2006.

## Overige religies
Mexico kent ongeveer 200.000 moslims, de meeste hiervan zijn Turkse en Syrische immigranten, maar in Chiapas hebben enkele honderden Maya-indianen zich tot de islam bekeerd. De meeste Mexicaanse moslims zijn Soennieten. Moskeeën bevinden zich in Mexico-Stad en San Cristóbal de las Casas.
Mexico kent ongeveer 45.000 joden, waarvan de meesten in de eerste helft van de twintigste eeuw naar Mexico zijn gemigreerd. De grootste aantallen joden bevinden zich in Mexico-Stad en Monterrey.
Indianen uit het hele land belijden nog indiaanse godsdiensten. Hun aantal is moeilijk na te gaan, aangezien velen hun godsdienst vermengd hebben met het katholicisme, waardoor er een syncretisch geloof is ontstaan. Een van de opvallendste van deze menggodsdiensten is de cultus van het Sprekende Kruis dat door enkele tienduizenden Maya's in Quintana Roo wordt beleden. Over het algemeen hebben de indianen van het noordwesten, waaronder de Tarahumara en Huichol het meest aan hun oorspronkelijk geloof vastgehouden.
Drie miljoen Mexicanen hebben geen religie. De geschiedenis van het atheïsme in Mexico gaat terug op de liberale Reforma in de jaren 60 van de 19e eeuw, hoewel de meeste liberalen deïsten of katholieken waren. Ondanks hun geringe aantal hebben atheïsten hun stempel gedrukt op de Mexicaanse geschiedenis, voornamelijk in de periode tijdens en na de Mexicaanse Revolutie (zie o.a. Tomás Garrido Canabal).

## Kerk en staat
Mexico kent sinds 1859 de vrijheid van godsdienst. Voor dat jaar was het Rooms-katholicisme de enig toegestane godsdienst. De Mexicaanse Onafhankelijkheidsstrijd werd ingeleid door de priesters Miguel Hidalgo en José María Morelos, en in de eerste Mexicaanse grondwet werd dan ook geen godsdienstvrijdheid erkend. Na een eerste mislukte poging van Valentín Gómez Farías in 1833 werd pas na de Revolutie van Ayutla in 1857 de scheiding tussen kerk en staat ingevoerd. 
De verhouding tussen kerk en staat is momenteel redelijk, maar dat is niet altijd zo geweest. De katholieke kerk heeft in het verleden regelmatig in de clinch gelegen met de vaak anti-klerikale Mexicaanse regering. Van 1861 tot 1992 bestonden er geen diplomatieke betrekkingen tussen Mexico en het Vaticaan. De huidige grondwet staat het kerkelijke organisaties niet toe eigendom te bezitten, godsdienst te belijden in openbare ruimtes, politieke partijen om banden te hebben met een georganiseerde religie en verbiedt priesters te stemmen. Tegenwoordig worden deze elementen niet allemaal meer nageleefd. (zie verder o.a. Hervormingsoorlog en Cristero).

## Bevolking qua religie per staat
| Staat               | Rooms-katholiek | Protestant en evangelisch | Overig christelijk | Joods | Overig | Geen  | Geen opgave |
| ------------------- | --------------- | ------------------------- | ------------------ | ----- | ------ | ----- | ----------- |
| Aguascalientes      | 95,6%           | 1,9%                      | 0,7%               | <0,1% | 0,1%   | 0,8%  | 0,7%        |
| Baja California     | 81,4%           | 7,9%                      | 2,7%               | <0,1% | 0,2%   | 6,2%  | 1,6%        |
| Baja California Sur | 89,0%           | 4,0%                      | 1,9%               | <0,1% | 0,2%   | 3,6%  | 0,1%        |
| Campeche            | 71,3%           | 13,2%                     | 4,7%               | <0,1% | 1,7%   | 9,9%  | 0,8%        |
| Chiapas             | 63,8%           | 13,9%                     | 9,0%               | <0,1% | <0,1%  | 13,1% | 1,2%        |
| Chihuahua           | 84,6%           | 7,1%                      | 2,0%               | <0,1% | 0,1%   | 5,1%  | 1,1%        |
| Coahuila            | 86,4%           | 6,8%                      | 1,8%               | <0,1% | 0,1%   | 3,8%  | 1,1%        |
| Colima              | 93,0%           | 2,9%                      | 1,4%               | <0,1% | 0,1%   | 1,8%  | 0,8%        |
| Durango             | 90,4%           | 3,9%                      | 1,8%               | <0,1% | <0,1%  | 2,9%  | 0,9%        |
| Federaal District   | 90,5%           | 3,6%                      | 1,3%               | 0,2%  | 0,8%   | 2,9%  | 0,7%        |
| Guanajuato          | 96,4%           | 1,3%                      | 0,7%               | <0,1% | 0,1%   | 0,7%  | 0,7%        |
| Guerrero            | 89,2%           | 4,4%                      | 2,0%               | <0,1% | 0,4%   | 3,1%  | 0,9%        |
| Hidalgo             | 90,1%           | 5,2%                      | 1,3%               | <0,1% | 0,4%   | 1,6%  | 0,7%        |
| Jalisco             | 95,4%           | 2,0%                      | 0,9%               | <0,1% | <0,1%  | 0,9%  | 0,7%        |
| Mexico              | 91,2%           | 3,8%                      | 1,6%               | 0,1%  | 0,7%   | 1,8%  | 0,8%        |
| Michoacán           | 94,8%           | 1,9%                      | 1,1%               | <0,1% | 0,2%   | 1,3%  | 0,8%        |
| Morelos             | 83,6%           | 7,3%                      | 3,1%               | 0,1%  | 0,5%   | 4,3%  | 1,0%        |
| Nayarit             | 91,8%           | 3,0%                      | 1,3%               | <0,1% | 0,2%   | 2,9%  | 0,7%        |
| Nuevo León          | 87,9%           | 6,2%                      | 2,0%               | <0,1% | 0,1%   | 2,8%  | 0,9%        |
| Oaxaca              | 84,8%           | 7,8%                      | 2,3%               | <0,1% | 0,2%   | 4,0%  | 0,9%        |
| Puebla              | 91,6%           | 4,3%                      | 1,4%               | <0,1% | 0,4%   | 1,4%  | 0,8%        |
| Querétaro           | 95,3%           | 1,9%                      | 0,9%               | <0,1% | 0,2%   | 0,9%  | 0,8%        |
| Quintana Roo        | 73,2%           | 11,2%                     | 4,6%               | <0,1% | 0,2%   | 9,6%  | 1,1%        |
| San Luis Potosí     | 92,0%           | 4,6%                      | 1,0%               | <0,1% | 0,2%   | 1,5%  | 0,7%        |
| Sinaloa             | 86,8%           | 2,9%                      | 2,0%               | <0,1% | <0,1%  | 7,1%  | 1,0%        |
| Sonora              | 87,9%           | 4,8%                      | 1,8%               | <0,1% | <0,1%  | 4,4%  | 1,1%        |
| Tabasco             | 70,4%           | 13,6%                     | 5,0%               | <0,1% | <0,1%  | 10,0% | 0,8%        |
| Tamaulipas          | 82,9%           | 8,7%                      | 2,4%               | <0,1% | 0,2%   | 4,9%  | 1,0%        |
| Tlaxcala            | 93,4%           | 2,9%                      | 1,4%               | <0,1% | 0,4%   | 1,0%  | 0,9%        |
| Veracruz            | 82,9%           | 6,9%                      | 3,3%               | <0,1% | 0,2%   | 5,9%  | 0,8%        |
| Yucatán             | 84,3%           | 8,4%                      | 3,0%               | <0,1% | 0,1%   | 3,5%  | 0,8%        |
| Zacatecas           | 95,1%           | 1,9%                      | 1,0%               | <0,1% | <0,1%  | 1,1%  | 0,8%        |
|                     |                 |                           |                    |       |        |       |             |
| Mexico totaal       | 87,99%          | 5,20%                     | 2,07%              | 0,05% | 0,31%  | 3,52% | 0,86%       |